# Germán de París
San Germán de París (también llamado Germanus) fue un obispo de París que fue canonizado en el año 754. Nació en el año 496 cerca de Autun, Saône-et-Loire y falleció en París el 28 de mayo de 576.
Estudió en Avalón y también en Luzy guiado por su primo Scapilion, quien era sacerdote. A la edad de 34 años fue ordenado sacerdote por San Agripino de Autun, siendo nombrado abad de Saint-Symphorien, cerca de esa misma localidad. Su virtud característica fue el amor por los pobres, manifestándose tan fuertemente su entrega por los demás, que sus monjes se rebelaron, temiendo que regalara todo lo que tenían. Debido a que estaba en París en el año 555, cuando el obispo Eusebio murió, Childeberto I lo retuvo y, con el consentimiento unánime del clero y del pueblo, fue consagrado a la sede vacante. 
Bajo su influencia, se dice que el rey, quien se había entregado a la vida mundana, se convirtió y desde entonces llevó una vida de acuerdo a los valores cristianos. En su nuevo cargo, el obispo continuó la práctica de las virtudes y las austeridades de su vida monástica, y trabajó para disminuir los males causados por las incesantes guerras y la vida licenciosa de los nobles. Asistió al tercero y cuarto Concilios de París en los años 557 y 573 respectivamente, y también al segundo Concilio de Tours en el año 566. Convenció al rey de que erradicara las prácticas paganas que aún existían en el país franco, y también para que prohibiera los excesos que se llevaban a cabo en la mayoría de las celebraciones cristianas.
Buena parte de nuestra información sobre Germán de París procede de Gregorio de Tours, de los poemas de Venancio Fortunato y de la Vita Germam, que fue compuesta por el mismo Fortunato.

## La Abadía de Saint-Germain-des-Prés
Poco después del año 540, Childeberto sitió Zaragoza mientras estaba en guerra con el Reino visigodo en España. Los habitantes del lugar se habían puesto bajo la protección de San Vicente Mártir. Cuando Childeberto se enteró de esto, perdonó a la ciudad, y como muestra de gratitud, el obispo de Zaragoza le obsequió la estola del santo. Cuando regresó a París, el rey ordenó construir un templo en los suburbios en honor del mártir, para guardar ahí la reliquia. El templo fue terminado en el año 558, siendo consagrado a San Vicente por el obispo Germán, el 23 de diciembre del mismo año. Ese mismo día, Childeberto falleció.
Childeberto I fue sucedido en el trono por Clotario I, quien tuvo un corto reinado. Luego de su muerte, ocurrida en el año 561, la monarquía se dividió entre sus cuatro hijos, siendo Cariberto nombrado rey de París. Cariberto era una persona viciosa y despiadada y el obispo Germán se vio obligado a excomulgarlo en el año 568 por su inmoralidad. Cariberto falleció en el año 570. El obispo Germán se encontró con grandes dificultades debido a que en ese tiempo los hermanos de Cariberto se disputaban sus propiedades. Trabajó para establecer la paz, pero con poco éxito. Sigeberto y Chilperico, instigados por sus respectivas esposas, Brunegilda y Fredegunda, se enfrascaron en una guerra intestina, y al ser vencido Chilperico, París cayó en las manos de Sigeberto. Germán escribió entonces una carta a Brunegilda (carta que a la fecha se conserva) pidiéndole que usara su influencia para prevenir más guerras. Sin embargo, Sigeberto era obstinado y, a pesar de la advertencia del obispo, se preparó para atacar a Chilperico en Tournai, donde se había escondido, pero Fredegunda lo mandó asesinar en el camino a Vitry en el año 575.
El obispo Germán falleció al año siguiente, antes de que se restableciera la paz. Sus restos fueron sepultados en la capilla de Saint Symphorien en el templo de San Vicente, pero en 754 sus reliquias fueron reubicadas en el edificio principal del templo, en presencia de Pipino el Breve y de su hijo Carlomagno, que entonces era un niño de siete años. Desde ese momento, el templo se convirtió en la Abadía de Saint-Germain-des-Prés, pues cerca de este templo se construyó un monasterio.
Sus abades tuvieron jurisdicción espiritual y temporal en el área de Saint-Germain hasta aproximadamente el año 1670. El templo fue frecuentemente saqueado e incendiado por los Normandos en el siglo IX. Fue reconstruido en 1014 y consagrado por el papa Alejandro III en 1163.
Además de la carta mencionada anteriormente, también se conserva un tratado de la antigua liturgia gala, atribuida a San Germán. Su festividad se celebra el 28 de mayo.